# Fortaleza de Przemyśl

Mapa de la fortaleza de Przemyśl

La Fortaleza de Przemyśl (en polaco Twierdza Przemyśl) es un complejo de estructuras defensivas construido por el Imperio austrohúngaro que se ubica en la ciudad de Przemyśl y alrededores (sureste de Polonia, en el Voivodato de Subcarpacia), un lugar estratégico de la región de Galitzia, que tras la primera partición de Polonia pasó a formar parte del Imperio austríaco. Es una de las 200 grandes fortificaciones permanentes existentes en Europa en 1914 y la tercera fortaleza más grande, después de Amberes y Verdún.
Su construcción comenzó durante los años de la Guerra de Crimea (1853-1856), cuando las relaciones entre Rusia y el Imperio Austrohúngaro se habían deteriorado considerablemente. El objetivo principal de la fortaleza era defender el corredor de Przemyśl, en la confluencia de la cuenca de Sandomierz y los Cárpatos, que durante siglos había constituido la ruta comercial de Polonia y Rutenia hacia Hungría. Su importancia aumentó cuando, a finales del siglo XIX, Przemyśl se convirtió en un importante nudo ferroviario y de carreteras en la ruta de Viena a Lviv. La fortaleza fue testigo de intensos combates durante la Primera Guerra Mundial, cuando las tropas del ejército del Imperio Ruso atacaron el sureste de Polonia (entonces en manos austriacas). La batalla por la fortaleza duró ocho meses, de septiembre de 1914 a marzo de 1915.
La fortaleza, que sufrió considerables daños en la Primera Guerra Mundial, perdió importancia estratégica y se fue deteriorando con el tiempo. Actualmente es un importante monumento del sureste de Polonia.

## Construcción de la fortaleza

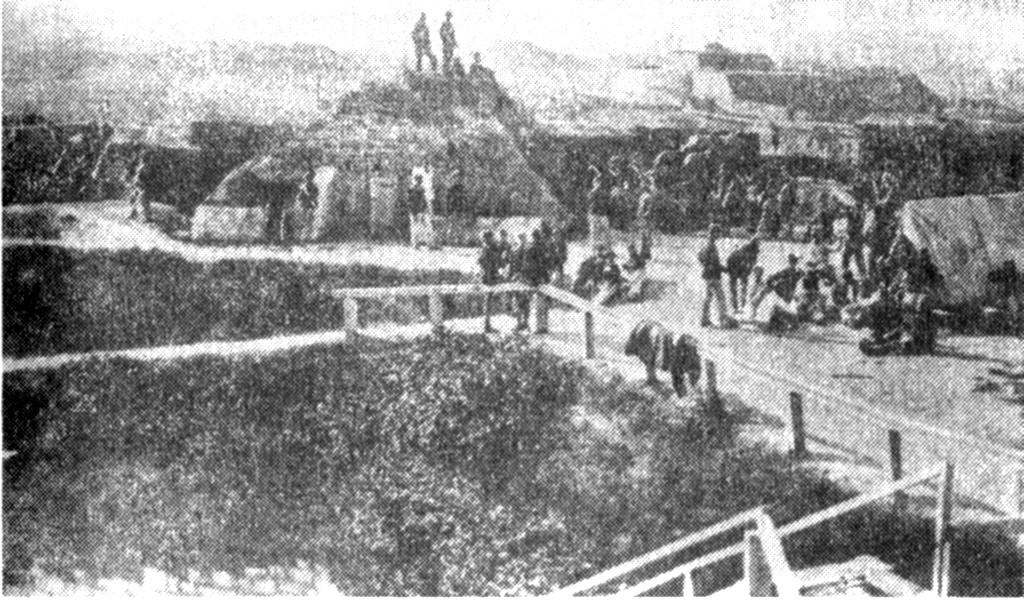
El inicio de la construcción de la fortaleza (1863)

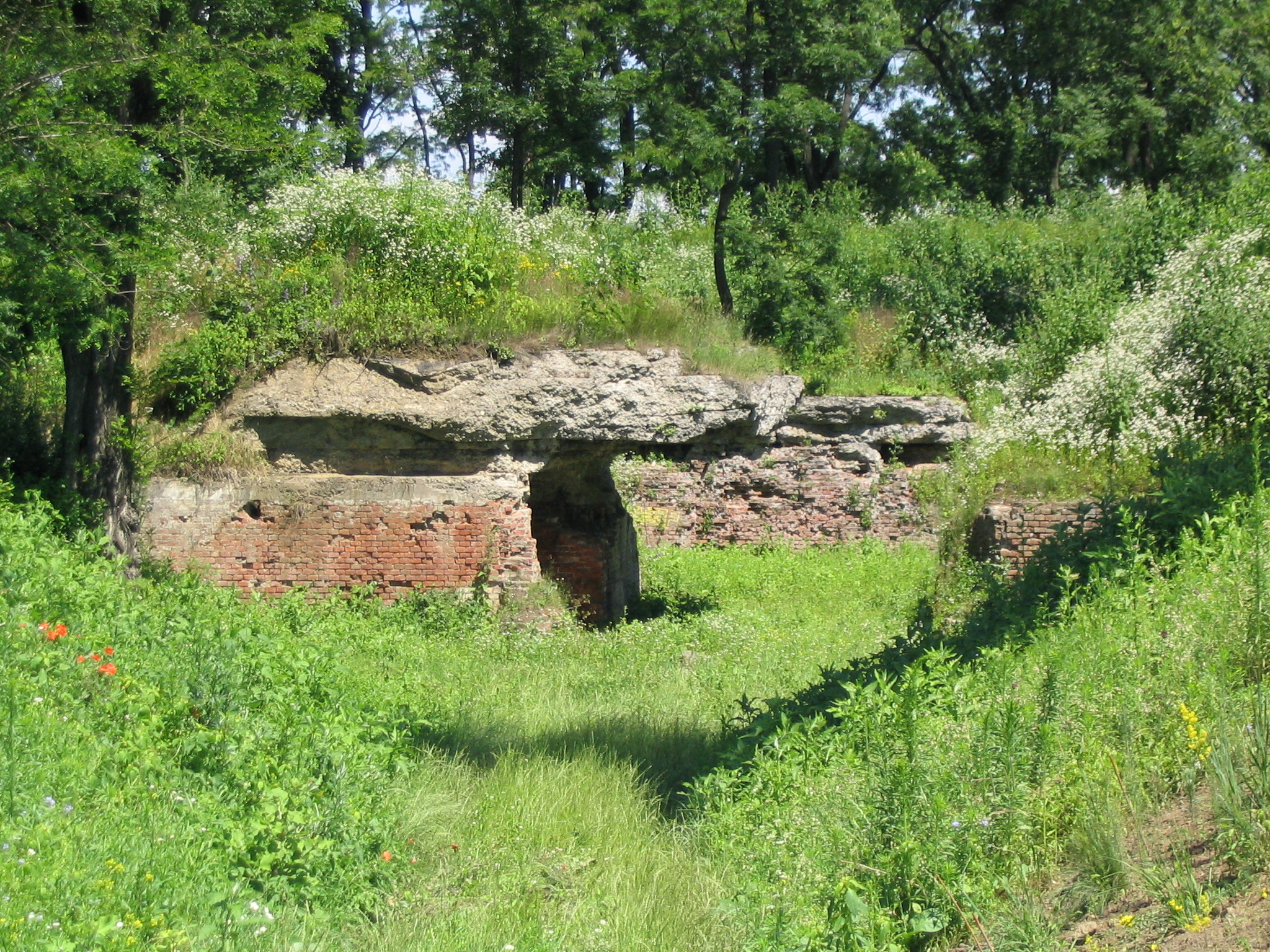
Fuerte XIIIb "Bolestraszyce"

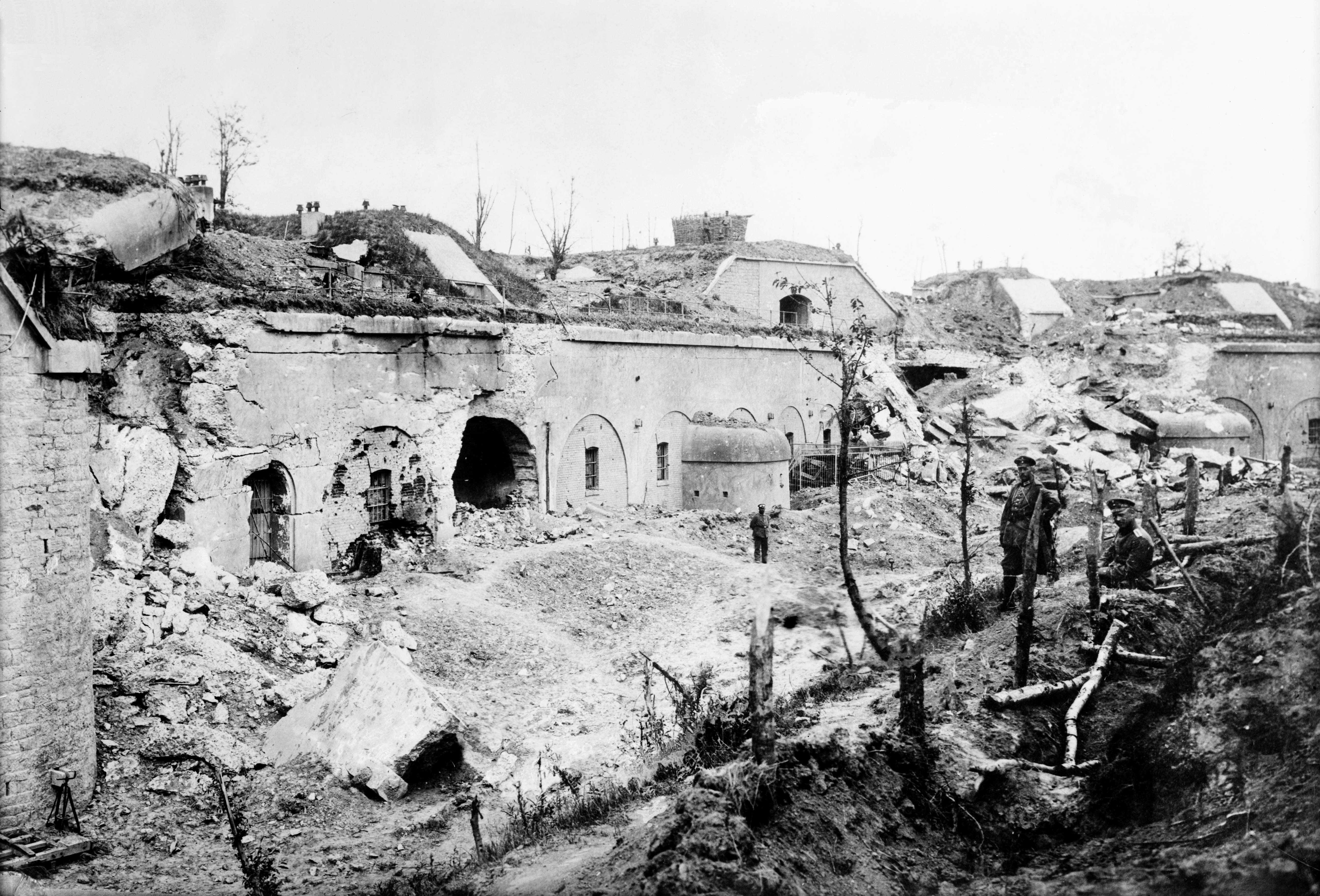
Fuerte X "Orzechowce" en 1915

En 1772, tras la primera partición de Polonia, Galitzia quedó bajo el dominio del Imperio austriaco. Esta zona, llamada desde entonces el Reino de Galitzia y Lodomeria, adquirió importancia por razones políticas y militares. El deterioro de las relaciones entre Austria y Rusia, sobre todo después de la guerra de Crimea, obligó a iniciar la fortificación de las ciudades austriacas.
Después de la anexión de Galitzia, el Consejo de Guerra de la Corte creó una Comisión Estatal de Fortificación, que nombró a un grupo de oficiales con el cometido de determinar el mejor lugar para construir una fortaleza. Se tomaron en consideración lugares como Stryi, Lviv, Andrychów, Zalishchyky y Przemyśl. Przemyśl, que en aquella época era una pequeña ciudad de 10.000 habitantes, no se consideró como la mejor candidata para la construcción de una fortaleza que podría decidir en el futuro el destino del Imperio. Sin embargo, esta ciudad fue apoyada por el mayor del Estado Mayor, el Intendente Emmerlich Blagojevič, que vio una excelente oportunidad para "fortificar Przemyśl en ambas orillas del río San, como la principal barrera en Galitzia para defender las rutas húngaras". La candidatura de Przemyśl recibió pronto el apoyo del Archiduque Carlos y del director general de ingeniería, el Archiduque Juan, que consideraba que Przemyśl era un "lugar que conectaba cuatro vías principales de comunicación, si bien no se encontraba en un punto estratégicamente importante. Sin embargo, por razones políticas, si no se quiere renunciar a esta provincia y se quiere una posición fuerte, se propone fortificarla". Así, la propuesta de construir una fortaleza en Przemyśl fue presentada al Emperador Francisco José, que ya en 1871 decidió iniciar los trabajos de construcción.
El proyecto de construcción se completó en 1873. El coste de las fortificaciones se calculó inicialmente en 24 millones de florines, y el tiempo de construcción se fijó en 24 años.
Además de la construcción de los fuertes propiamente dichos, también se iniciaron las obras de otros edificios necesarios para el mantenimiento y el armamento de las tropas de la fortaleza, como viviendas, acuartelamientos, establos y panaderías, lo que se tradujo en un rápido crecimiento de la ciudad.
Los trabajos intensivos de fortificación empezaron en 1878, sobre todo debido a la difícil relación del Imperio Austro-Húngaro con el Imperio Ruso a raíz de la campañas de este último contra los turcos entre 1877 y 1878. Tras un breve lapso de tres años, el esfuerzo principal de la construcción tuvo lugar durante las dos décadas siguientes.
Las primeras maniobras en el fuerte aún inconcluso tuvieron lugar en 1892 y 1896, lo que permitió mejorar algunas de las posiciones de la fortaleza. Por razones financieras, el proyecto de construcción de la fortaleza nunca se completó. En 1914 Przemyśl contaba con tres líneas defensivas, pero por falta de fondos sólo el anillo exterior estaba debidamente acondicionado.

## Estado de la fortaleza antes del estallido de la guerra
La verdadera importancia de Przemyśl era como plaza militar. Sus fortificaciones se basaban en un sistema intermedio entre el estilo de los fuertes acorazados de Lieja y el de los campos atrincherados con elementos de defensa dispersos empleados en Metz y Verdún. Este sistema austríaco, preconizado por el Teniente Coronel von Lithner, consistía en la existencia de grandes fuertes acorazados, con defensas en los intervalos.
Al comienzo de la Primera Guerra Mundial, el anillo exterior tenía una circunferencia de 45 km y constaba de 17 fuertes principales. Además, se construyeron 14 cañoneras permanentes, 2 líneas de trincheras permanentes y 2 bases de infantería permanentes. El sistema de defensa interior consistía en 21 fuertes defensivos. El día del estallido de la guerra, se encontraba estacionada en la fortaleza una guarnición de 128.000 efectivos, además de 14.500 caballos, 1.022 cañones y 4.000 carros. La capacidad de combate de la guarnición se estimó en un 75% de su capacidad real.
Las razones de esta falta de preparación fueron (aparte de los problemas financieros) un ciclo de construcción demasiado largo y las constantes interrupciones de las obras. Sólo 12 fuertes se consideraban "resistentes a todo tipo de proyectiles", el resto sólo eran resistentes a los impactos de una sola Granada de mano.
Además, la fortaleza estaba protegida por vallas de alambre, campos de minas y zanjas. Debido al mal estado de estas defensas, entre el 14 y el 18 de agosto de 1914, con la ayuda de unos 27.000 trabajadores, se subsanaron las deficiencias y carencias construyendo, entre otras cosas, 7 obras intermedias, 24 refugios, 50 km de pasos cubiertos y líneas para la infantería y 200 nuevos emplazamientos de cañones. También se levantaron 1.000 kilómetros de alambradas y se instalaron nuevos campos de minas. Además, se entregaron a Przemyśl 714 cañones, 52 obuses, 95 morteros y 72 ametralladoras. Tras el inicio de las hostilidades, el personal de la fortaleza aumentó a unas 131.000 personas, y el número de caballos a unos 21.000.

## Asedios a la fortaleza durante la Primera Guerra Mundial

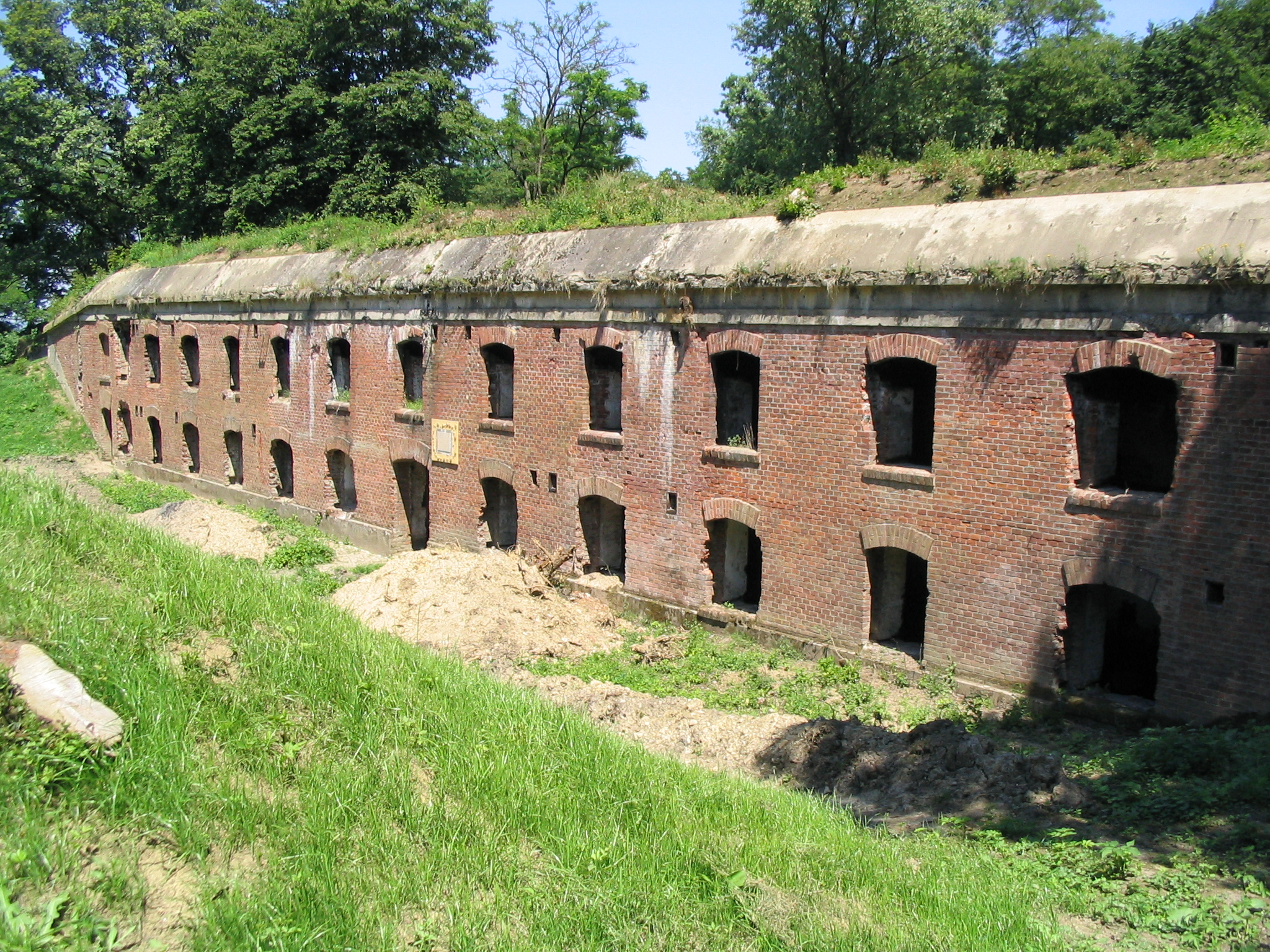
Fuerte XV "Borek"

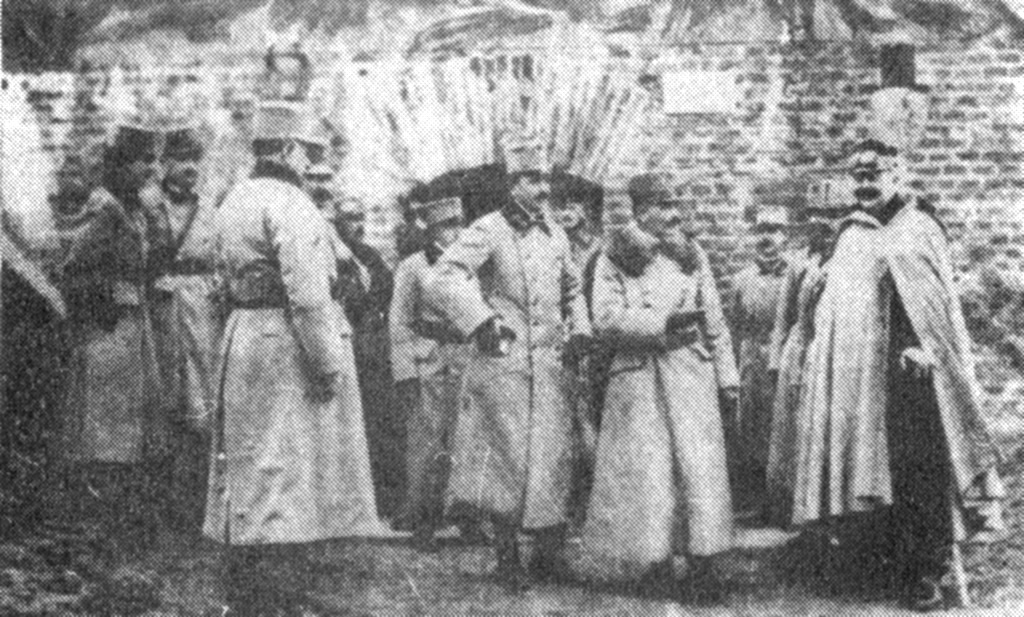
El heredero al trono Carlos visita la fortaleza tras el primer asedio (1914)

El primer asedio a la fortaleza comenzó el 17 de septiembre de 1914, con la participación de unos 92 000 soldados rusos, y terminó el 10 de octubre de 1914 con la derrota del ejército ruso. 

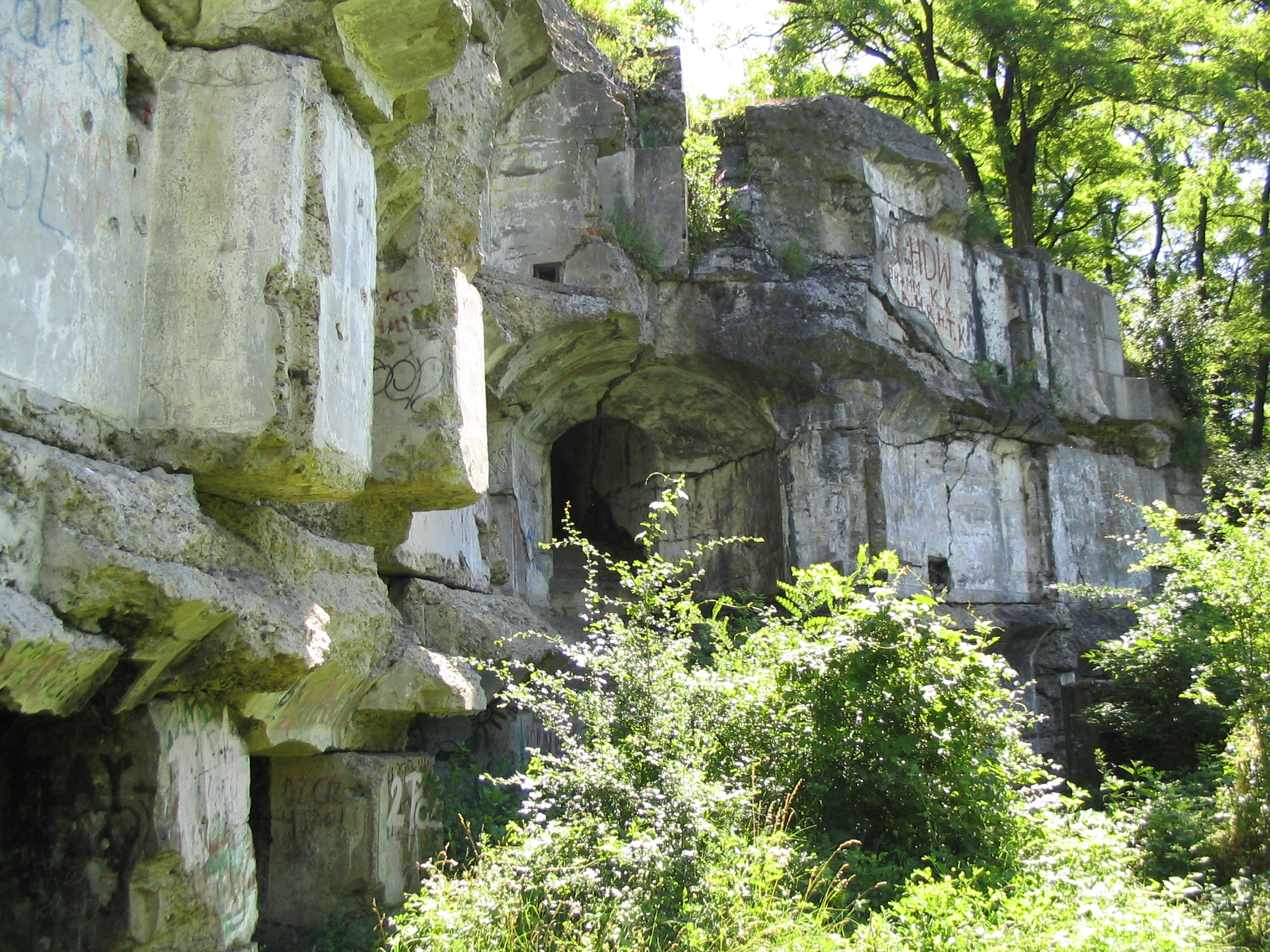
Fuerte XIII "San Rideau"

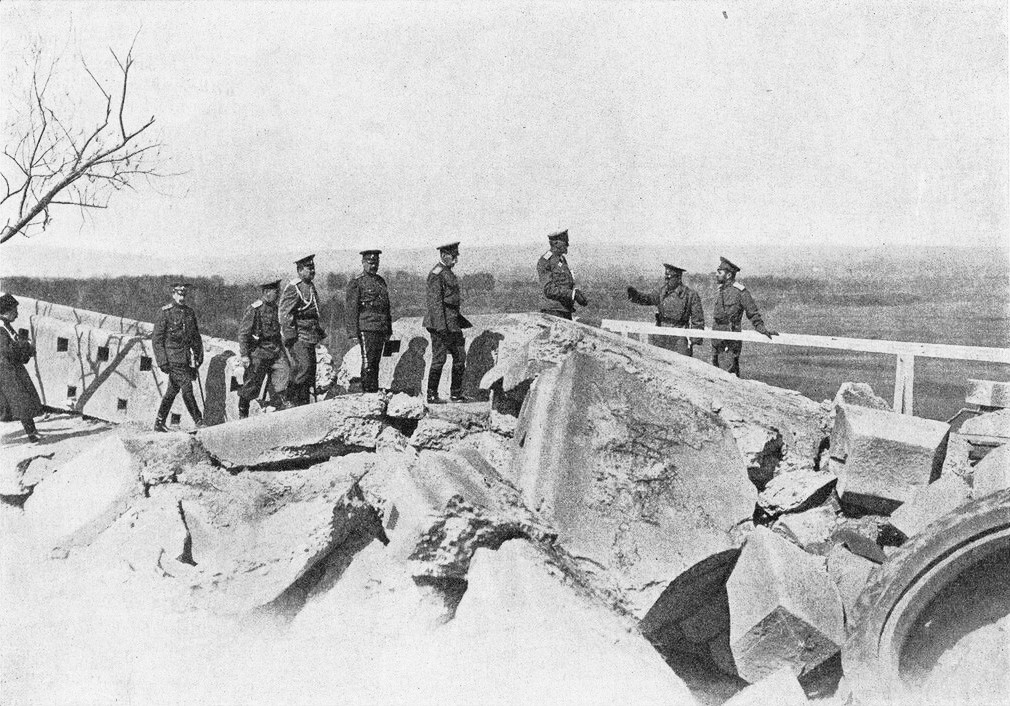
Nicolás II en el fuerte nº X "Orzechowce"

El 26 de agosto de 1914, las tropas rusas iniciaron la exitosa batalla de Galitzia y en noviembre ya habían avanzado hacia el interior de Austria-Hungría. El segundo asedio comenzó el 5 de noviembre de 1914. Esta vez no hubo enfrentamientos armados directos, pero el ejército ruso rodeó la fortaleza y cortó los suministros. El duro invierno contribuyó al rápido agotamiento de los suministros de la fortaleza. La reducción gradual de las raciones de alimentos obligó a los defensores a sacrificar casi 10 000 caballos. A medida que pasaba el tiempo, cada vez más soldados caían enfermos y se empezaban a registrar más y más deserciones. Entre el 17 y el 19 de marzo se realizó un intento infructuoso de romper el anillo enemigo, y las pérdidas se estimaron en 5 500 muertos, heridos y desaparecidos. Como respuesta, las tropas rusas atacaron desde todos los flancos, pero la fortaleza aún pudo defenderse. Como resultado de la situación cada vez peor de los defensores, el día 20 de marzo de 1915 el mando de la fortaleza en consulta con el Mando Supremo del Ejército dio la orden de destruir la fortaleza y rendirse.
A partir del 18 de marzo, comenzó la destrucción de todos los suministros de alimentos y bienes materiales. El 22 de marzo se volaron cañones, fuertes y puentes sobre el río San. El 23 de marzo de 1915, a las 6 de la mañana, se presentó el acta de capitulación de la fortaleza al cuartel general del ejército ruso. Al poco tiempo, el ejército ruso entró en la ciudad. El 2 de abril de 1915, el zar Nicolás II llegó a Przemyśl para visitar personalmente la fortaleza conquistada y honrar a los conquistadores.

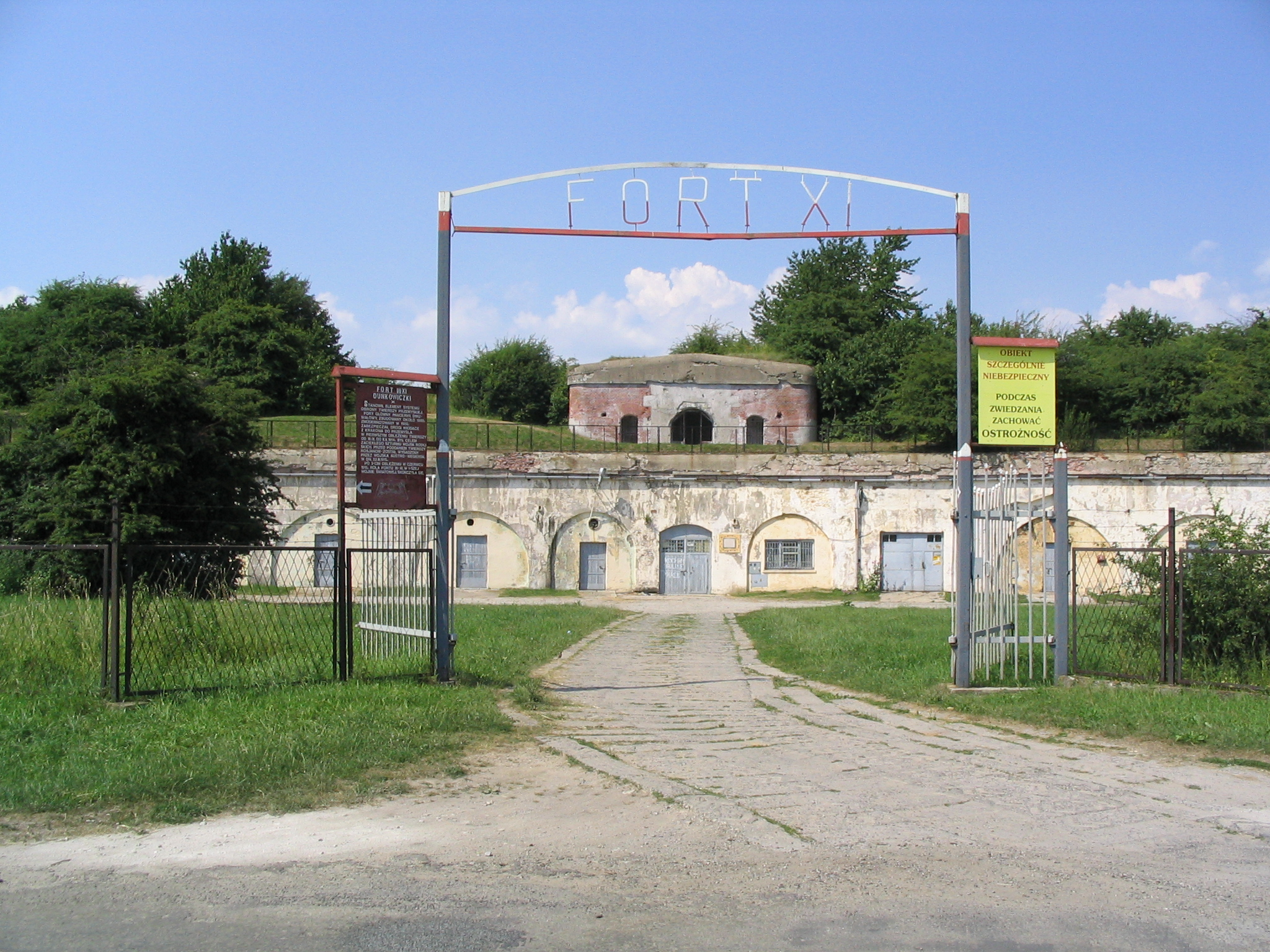
Fuerte XI "Duńkowiczki"

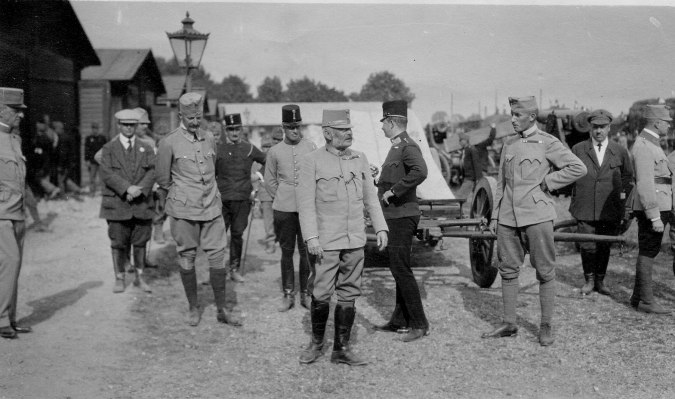
El archiduque Federico en la fortaleza en junio de 1915, tras su reconquista.

El 2 de mayo de 1915, las tropas austrohúngaras y alemanas ganaron la batalla de Gorlice y los ejércitos de las Potencias Centrales comenzaron a avanzar hacia el territorio ruso. La fortaleza y la ciudad fueron capturadas el 3 de junio y las tropas rusas se retiraron. El 6 de junio de 1915, el Comandante Supremo del ejército austrohúngaro, el archiduque Federico, llegó a la capturada Przemyśl.

## La fortaleza hoy
En 1968, la fortaleza destruida y devastada fue declarada monumento protegido de la arquitectura militar. En 1997 Przemyśl fue incluida en el Programa Nacional de Protección y Conservación de la Arquitectura Militar.
En 2014, se llevó a cabo una recreación histórica titulada "Recaptura de la fortaleza de Przemyśl" en el Fuerte X "Orzechowce" en Ujkowice, realizada por la Asociación de Recreación Histórica de Przemyśl "X D.O.K.".

### Turismo
Un sendero turístico peatonal señalizado en negro y la Ruta Ciclista de la Fortaleza, un itinerario verde para bicicletas, recorren el entorno de la Fortaleza de Przemyśl. La Ruta Ciclista de la Fortaleza consta de dos circuitos, uno norte y uno sur, con una longitud total de 87 kilómetros.